# Попов, Виктор Иванович
Ви́ктор Ива́нович Попо́в (19 мая 1918, Астрахань — 1 сентября 2007, Москва) — советский дипломат и учёный, историк, доктор исторических наук, преподаватель, профессор, почётный доктор Дипломатической академии МИД России, заслуженный деятель науки РФ, лауреат Государственной премии СССР (1980). Чрезвычайный и полномочный посол.

## Биография
Окончил МИФЛИ.
С 1949 года на дипломатической службе (Вьетнам, Австралия, Великобритания). 
В 1949—1966 годах — на научно-преподавательской работе в ВДШ МИД СССР.
В 1966—1968 годах — советник посольства СССР в Австралии.
В 1968 году — советник-посланник посольства СССР в Великобритании.
С 1968 года ректор Высшей дипломатической школы МИД СССР (с 1974 года — Дипломатической академии). 
С 29 ноября 1980 по 10 апреля 1986 года — чрезвычайный и полномочный посол посол СССР в Великобритании.
С 24 декабря 1980 по 22 октября 1981 года — чрезвычайный и полномочный посол посол СССР на Мальте по совместительству, затем — советник министра иностранных дел и эксперт МИД. Профессор МГИМО и Дипломатической академии. Читал в МГИМО спецкурс по дипломатии Великобритании.
Член Центральной ревизионной комиссии КПСС (1981—1986).
Автор монографий по внешней политике СССР, Англии, США и Германии («Меняется страна традиций. Заметки посла и ученого о Британии восьмидесятых», «Маргарет Тэтчер: человек и политик», «Советник королевы — суперагент Кремля», «Жизнь в Букингемском дворце. Елизавета II и королевская семья»), учебника «Современная дипломатия».
Похоронен на Ваганьковском кладбище.

## Семья
Жена — Наталья Александровна Попова.
Дети — Владимир, Вениамин.

## Награды
- Орден Трудового Красного Знамени
- Орден «Знак Почёта»
- Четыре медали.
- Имеет награды иностранных государств.
- Почётный работник Министерства иностранных дел Российской Федерации